# Fagonia scoparia
Fagonia scoparia är en pockenholtsväxtart som beskrevs av T. S. Brandeg.. Fagonia scoparia ingår i släktet Fagonia och familjen pockenholtsväxter. Inga underarter finns listade i Catalogue of Life.